# Моурос
Согласно галисийской, астурийской и португальской мифологии, моурос (порт. Mouros, или порт. Mouro) — раса сверхъестественных существ, населяющих земли Галисии, Астурии и Португалии с начала времён. По неизвестным причинам они были вынуждены укрыться под землёй, и теперь их обычно видят люди вблизи кастро и больших курганов. Моурос работают с золотом, серебром и драгоценными камнями, они собирают огромные сокровища, которые защищаются куэле́бре.
Моурос обычно не выходят из своих жилищ, кроме как за едой и также на особые даты, вроде праздника летнего солнцестояния.
Галисианские антропологи сформировали теорию, что моурос являются прямо противоположным персонажем традиционному галисианскому крестьянину.
Моурас энчантадос (порт. mouros enchantados) иногда появляются, как гиганты или воины, и они также есть в легенде моура энчантада (порт. pt:moura encantada) и в легенде о моуринос или маруксинос (порт. mourinhos, maruxinhos), маленького народа, похожего на эльфов, живущих под землёй.